# Showrunner
Showrunner je najvišja možna funkcija, ki jo lahko opravlja oseba zaposlena pri specifični igrani televizijski seriji v ZDA. Showrunner-ji imajo navadno naziv izvršnega producenta, kateri hkrati opravlja vlogo glavnega scenarista. Funkcija showrunner-ja tako ni zgolj poslovna, temveč tudi kreativna.
V filmski industriji je navada, da je režiser tisti, ki ima glavno kreativno kontrolo nad izdelkom, producent pa več ali manj izvršuje poslovno plat projekta (a je še vedno hierarhično gledano nad režiserjem in vpliva na kreativnost in končni izdelek). Televizijski izvršni producenti, predvsem showrunner-ji, pa imajo veliko večjo kontrolo in moč, kar pomeni, da so nad režiserjem in drugimi kreativnimi vodjami. V ameriški televizijski produkciji so producenti hkrati vedno tudi scenaristi in imajo navadno vedno glavno besedo pri kreiranju TV serije oziroma oddaje.